# Turun Palloseura 2019 (calcio)
Questa voce raccoglie le informazioni riguardanti il Turun Palloseura nelle competizioni ufficiali della stagione 2019.

## Rosa
| N. |                      | Ruolo | Calciatore               |
| -- | -------------------- | ----- | ------------------------ |
| 1  | Finlandia (bandiera) | P     | Miikka Mujunen           |
| 2  | Camerun (bandiera)   | C     | Alim Moundi              |
| 3  | Finlandia (bandiera) | D     | Kristian Heinolainen     |
| 4  | Finlandia (bandiera) | D     | Rasmus Holma             |
| 5  | Finlandia (bandiera) | C     | Juho Montola             |
| 6  | Finlandia (bandiera) | C     | Jonni Peräaho            |
| 7  | Finlandia (bandiera) | D     | Sami Rähmönen (capitano) |
| 8  | Finlandia (bandiera) | C     | Mika Mäkitalo            |
| 9  | Finlandia (bandiera) | A     | Oskari Jakonen           |
| 10 | Finlandia (bandiera) | C     | Jani Virtanen            |
| 11 | Finlandia (bandiera) | A     | Mika Ääritalo            |
| 12 | Finlandia (bandiera) | C     | Tomas Hradecky           |
| 13 | Finlandia (bandiera) | C     | Matej Hrádecký           |

| N. |                         | Ruolo | Calciatore       |
| -- | ----------------------- | ----- | ---------------- |
| 14 | Finlandia (bandiera)    | D     | Otto Schultz     |
| 15 | Finlandia (bandiera)    | A     | Juho Salminen    |
| 16 | Finlandia (bandiera)    | A     | Albijon Muzaci   |
| 17 | Colombia (bandiera)     | A     | Eliécer Espinosa |
| 18 | Finlandia (bandiera)    | D     | Julius Perälä    |
| 20 | Finlandia (bandiera)    | C     | Jesper Karlsson  |
| 21 | Finlandia (bandiera)    | A     | Solomon Duah     |
| 23 | Finlandia (bandiera)    | A     | Joakim Latonen   |
| 25 | Colombia (bandiera)     | D     | Aldayr Hernández |
| 27 | Finlandia (bandiera)    | P     | Anton Lepola     |
| 31 | Finlandia (bandiera)    | A     | Onnipekka Pajula |
| 33 | Finlandia (bandiera)    | D     | Tatu Varmanen    |
| 42 | RD del Congo (bandiera) | D     | Jessy Lando      |